# Sarrión
Sarrión község Spanyolországban, Teruel tartományban. Sarrión La Puebla de Valverde, Valbona, Mora de Rubielos, Albentosa és Manzanera községekkel határos. Lakosainak száma 1216 fő (2024).

## Népesség
A település népessége az utóbbi években az alábbiak szerint változott:
| Lakosok száma | 1013 | 1049 | 1085 | 1155 | 1129 | 1152 | 1125 | 1128 | 1201 | 1216 |
|               | 2001 | 2004 | 2007 | 2009 | 2012 | 2014 | 2017 | 2019 | 2022 | 2024 |